# Elysius rabusculum
Elysius rabusculum är en fjärilsart som beskrevs av Paul Dognin 1905. Elysius rabusculum ingår i släktet Elysius och familjen björnspinnare. Inga underarter finns listade i Catalogue of Life.